# لامبرتن (کارولینای شمالی)
لامبرتن (به انگلیسی: Lumberton) شهری در ایالت کشور ایالات متحده آمریکا است که جمعیت آن در سرشماری سال ۲۰۱۰ میلادی، ۲۱٬۵۴۲ نفر بوده‌است.